# Lộc Hiệp
Lộc Hiệp là một xã thuộc huyện Lộc Ninh, tỉnh Bình Phước, Việt Nam.
Xã Lộc Hiệp có diện tích 29,06 km², dân số năm 1999 là 6.882 người, mật độ dân số đạt 237 người/km².